# Тургайско плато
Тургайско (Тургайска стъпаловидна земя) (на казахски: Торғай Үстірті; на руски: Тургайское плато) е платообразна издигната земя в северозападната част на Казахстан (западната периферия в Русия – Оренбургска и Челябинска област), простираща се между планините Мугоджари и Южен Урал на югозапад и запад, Западносибирската равнина на север, Казахската хълмиста земя на изток и Туранската низина на юг.
Простира се от север на юг на протежение около 630 km и ширина до 300 km. Надморска височина 200 – 300 m. По осовата част на платото от север на юг е разположена Тургайската падина (на руски Тургайская ложбина). В тектонско отношение Тургайското плато представлява епихерцинско платформено образувание с относително плитко залягане на палеозойския фундамент. Т.нар. Тургайско пропадане, заемащо меридионално простиращата се Тургайската падина на север се съединява със Западносибирската платформа, а на юг – със северната част на Туранската платформа. Горната част на платото е изградена от хоризонтално залягащи морски и континентални глинести и пясъчни палеогенски и неогенски наслаги.
Северната част на платото е слабо разчленена, с ниски хълмове, ували и плитки езерни падини, а южната част е разчленена от система дълбоки падини (депресии), редуващи се със заравнени столови възвишения. Техните равнинни части са осеяни с плитки дерета и широки долини на временни реки, а в ниските части са разположени горчиво-солени езера.
Климатът на Тургайското плато е рязко континентален и сух, със сурова зима и високи летни температури и с увеличаваща се в южна посока засушливост. 
По западната и източна периферия на платото протичат реките Тобол (горното течение) и Ишим (средното течение), леви притоци на Иртиш. В централните части, в Тургайската падина на север тече река Убаган, а на юг – реките Тургай с притоците си Улкаяк и Иргиз и Улъ-Жъланшък. В Тургайската падина са разположени и стотици, предимно горчиво-солени езера, най-големи от които са: Кушмурун, Саръймоин, Саръкопа, Кайбагар и др.
Северната част на платото се отнася към степната зона, където се развива неполивно земеделие върху южни черноземни и тъмнокестеняви почви, т.нар. целинни земи. Южната част се отнася към полупустинната зона с територии използвани предимно за пасища. В пределите на платото са открити и се разработват големи находища на магнетитови железни руди (Соколовско, Сарбайско, Качарско и др.), кафяви железисти шисти, боксити, въглища и др.